# Sönke Rothenberger
Sönke Rothenberger (14 de outubro de 1994) é um ginete de elite alemão, especialista em adestramento, campeão olímpico por equipes na Rio 2016.

## Carreira
Sönke Rothenberger por equipes conquistou a medalha de ouro montando Cosmo, ao lado de Dorothee Schneider, Kristina Bröring-Sprehe e Isabell Werth .